# Las Lomas (Asunción)
Las Lomas  es un barrio de la ciudad de Asunción, capital de la República del Paraguay.

Se lo conoce comúnmente como Carmelitas porque en ella se encuentra la Capilla y Convento de las Carmelitas Descalzas.

## Historia
Antes de su denominación oficial como Las Lomas en 1953, el barrio fue identificado con los siguientes nombres: Barrio Cajón (debido a la presencia de numerosas zanjas), Tres Palmas, Villa Morra, Pepsi Cola, Villa Guaraní y Las Carmelitas.

## Características
Está ubicado sobre una de las colinas de Asunción, y posee dos zonas bien marcadas: una zona alta y la otra zona baja.
El uso del suelo del barrio Las Lomas es predominante habitacional.
Una de las características más resaltantes es la existencia de comercios sobre las grandes avenidas y pequeños negocios dispersos en la zona. El Banco Central del Paraguay, la Capilla y Convento de las Carmelitas Descalzas, el Parque Urbano Asunción, el Centro Acuático Nacional, ocupan grandes extensiones de terreno.

## Límites
El barrio Las Lomas tiene como limitantes las calles Albino Maciel y Augusto Roa Bastos y las avenidas Molas López, Aviadores del Chaco y Juan XXIII.
- Al norte limita con el barrio Santo Domingo.
- Al sur limita con el barrio San Jorge y el barrio Manorá.
- Al este limita con el barrio Santo Domingo y el barrio Manorá.
- Al oeste limita con el barrio Mburucuyá y el barrio Madame Lynch.

## Superficie
El barrio Las Lomas tiene una superficie de 1.47 kilómetros cuadrados.

## Transporte
Transitan por las calles más importantes del barrio Las Lomas los ómnibus de la línea 37, la línea 16, la línea 28 y la línea 7

## Geografía
El barrio Las Lomas está situado en la ciudad de Asunción, capital del Paraguay, en el Departamento Central de la Región Oriental, dentro de la bahía del Río Paraguay, ciudad cosmopolita, donde confluyen personas de distintas regiones del país y extranjeros que la habitan, ya arraigados en ella.

## Clima
El barrio Las Lomas presenta un clima subtropical. La temperatura media es de 33 °C en verano y 16 °C en invierno. Los vientos predominantes provienen del norte y sur. El promedio anual de precipitaciones es de 1700 mm.

## Vías y medios de comunicación
Las principales vías de comunicación del barrio son las avenidas Molas López y Aviadores del Chaco. La mayoría de las calles presentan pavimentación pétrea, mientras que la Avenida Aviadores del Chaco, la calle Coronel Víctor Boettner y la avenida San Martín cuentan con pavimentación asfáltica. Un tramo de Molas López presenta adoquinado.
En el barrio operan cuatro canales de televisión abierta y varias empresas que prestan servicios de televisión por cable. Existen conexiones con aproximadamente veinte emisoras de radio AM y radio FM. Se dispone de servicios de telefonía fija (provistos por Copaco) y telefonía móvil, así como otros medios de comunicación. Los diarios de circulación capitalina llegan regularmente a la zona.

## Población
El barrio Las Lomas posee 5.460 habitantes aproximadamente con una densidad poblacional de 3.713 habitantes por kilómetro cuadrado.

## Demografía
En el barrio Las Lomas existen 3160 viviendas con un promedio de 3 habitantes por cada una de ellas. El porcentaje de cobertura de servicios es el siguiente:
- El 100 % de las viviendas poseen energía eléctrica.
- El 92 % de las viviendas poseen agua corriente.
- El 97 % de las viviendas poseen el servicio de recolección de basura.
- El 80 % de las viviendas poseen red telefónica.
- El 78 % de las viviendas poseen desagüe cloacal.

El desagüe pluvial tiene lugar en forma natural por la pendiente del terreno (norte-sur).
La población de este barrio está constituida en su mayoría por personas de nivel socioeconómica media-alta. Los habitantes son profesionales de diversas ramas, empleados públicos y privados, comerciantes y empresarios.
En materia sanitaria cuenta con una clínica privada psiquiátrica.
En cuanto a la educación el barrio, posee dos escuelas públicas primarias. Algunos(as) alumnos(as) acuden a colegios de otros barrios.

## Instituciones y organizaciones existentes

### Comisiones vecinales
- Comisión Luis Alberto del Paraná: Su objetivo es la recuperación de la plaza Luis Alberto del Paraná y el mantenimiento general de ciertas avenidas y calles, la construcción de muros de contención, escalinatas, desagües cloacales, puentes vehiculares, empedrados, la titulación de terrenos y la habilitación de espacios recreativos.

### Otras
- Asociación de Empleados del Banco Central del Paraguay.

## Instituciones no gubernamentales

### Religiosas Católicas
- Parroquia San Pablo
- Capilla y Convento de las Carmelitas Descalzas

### Centros comerciales
- Paseo Carmelitas
- Paseo La Peregrina

## Instituciones gubernamentales
Educativa
- Escuela República Federal Alemana

Estatales
- Banco Central del Paraguay

Municipales

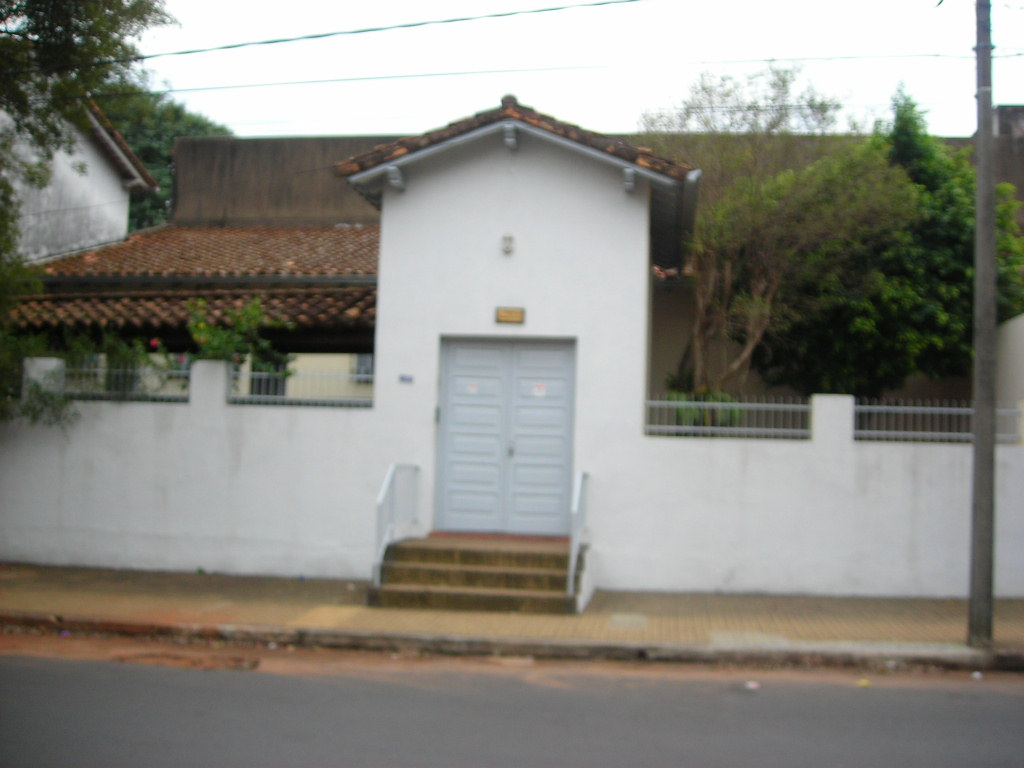
Convento de las Carmelitas.

- Dos plazas ocupadas y una equipada.